# Museum im Schloss Elisabethenburg
Het Museum im Schloss Elisabethenburg is een museum in de stad Meiningen in de Duitse deelstaat Thüringen. Het museum is een van de musea die deel uit maken van de Meininger Museen.
Het slot Elisabethenburg werd tussen 1682 en 1692 gebouwd in barokstijl. De bouw gebeurde in opdracht van hertog Bernhard I. In de loop van de eeuwen zijn er verschillende verbouwingen geweest.
Het slot herbergt vijftig expositieruimtes, met op de middelste etage vooral kunstexposities. Er zijn twee kamers gewijd aan prinses Adelheid van Saksen-Meiningen die als echtgenote van de Britse koning Willem IV Queen Adelaide werd genoemd. Daarnaast wordt er aandacht besteed aan een uitgebreid aantal andere thema's, waaronder aan collecties over theater, literatuur en muziek.